# Gare de Tailfer
La gare de Tailfer, est une ancienne gare ferroviaire belge de la ligne 154, de Namur à Dinant et Givet (F) située à Tailfer sur la commune de Profondeville, en région wallonne dans la province de Namur.
Elle est mise en service en 1886 par la Compagnie du Nord - Belge et ferme à tous trafics en 1984.

## Situation ferroviaire
La gare de Tailfer se trouvait au point kilométrique (PK) 10,8 de la ligne 154, de Namur à Dinant et Givet (F), entre la gare, fermée, de Dave-Nord et celle de Lustin. Du temps du Nord - Belge, elle constituait le PK 70,9 en partant de Liège-Longdoz.

## Histoire
En 1862, la Compagnie du Nord - Belge inaugure les sections Namur - Dinant et Dinant - Heer-Agimont de sa ligne de Namur à Givet, actuelle ligne 154 (Infrabel). Il n'y a alors pas de gare entre Dave et Lustin.
Le petit village industrieux de Tailfer obtient finalement une gare le 8 août 1886.
Filiale de la Compagnie des chemins de fer du Nord, le Nord-Belge reprenait ses plans-types architecturaux. Celui de Tailfer reprend un schéma peu usité en Belgique mais très répandu de l'autre côté de la frontière pour les arrêts de faible importance.
Il s'agit d'un bâtiment fort étroit d'une seule pièce, avec deux étages et trois travées. Une aile basse en briques servant de buanderie et une marquise métallique sont ajoutées respectivement en 1912 et 1901.
À l'origine dotée d'une seule voie avec un quai assez large pour qu'on y crée une seconde voie, elle reçoit une seconde voie en même temps que le reste de la ligne en 1915.
La SNCB, qui a repris le Nord-Belge en 1940, fait de la petite gare de Tailfer un simple point d'arrêt le 19 juillet 1964. Il ferme finalement en même temps que plusieurs arrêts de la ligne 154 le 3 juin 1984.
Son bâtiment, percuté par un camion hors de contrôle descendant de la rue Monty, avait dû démoli en 1978 ; tout le mur d'angle jusqu'au plafond de l'étage supérieur s'étaient effondré à la suite du choc.
Les quais ont disparu, vraisemblablement lors des travaux d'électrification de la section Namur-Dinant de 1985 à 1990.